# 후지요시 요시노리
후지요시 요시노리 (1948년생)은 일본의 생물학자. 교토대 명예교수, 도쿄과학대학종합연구원 고등연구부 특별영예교수. 일본학사원 회원. 일본학사원상 수상. 자수포장, 서보중광장수장. 전문은 생물물리학, 구조생리학. 기후현 기후시 출신.

극저온전자현미경의 개발을 통해 막단백질의 구조해석을 가능하게 해, 그 구조의 해명에 공헌했다. 지금까지의 주요 업적으로 박테리오로돕신, 물채널(아쿠아포린), 아세틸콜린 수용체, 간극연접, 밀착연접의 열쇠가 되는 클로딘의 구조와 기능의 해명이 있다.

## 경력
- 1967년 기후현립 기후키타 고등학교 졸업
- 1971년 나고야 대학 이학부 화학과 졸업
- 1979년 교토대학 대학원 이학연구과 박사과정 퇴학
- 1980년 교토대학 화학연구소 교무직원
- 1982년 이학박사(교토대학)
- 1985년 교토대학 조수
- 1987년 단백질공학연구소 주임연구원
- 1988년 동 연구소 주석 연구원
- 1994년 마츠시타 전기 국제 연구소 리서치 디렉터
- 1996년 교토대학 대학원 이학연구과 교수
- 2012년 나고야대학 세포생리학연구센터 교수(센터장 겸임)
- 2013년 나고야 대학 대학원 창약 과학 연구과/세포 생리학 연구 센터 특임 교수
- 2017년 나고야 대학 세포 생리학 연구 센터 객원 교수
- 2017년 주식회사 CeSPIA  설립.
- 2019년 도쿄의과치과대학 고등연구원 탁월연구부문 세포구조생리학연구실(CeSPL) 특별영예교수
- 2024년 10월 도쿄과학대학 종합연구원 고등연구부 세포구조생리학연구실(CeSPL) 특별영예교수(통합에 의한 명칭 변경)

## 수상・서훈
- 2005년 야마자키 사다이치상
- 2005년 산학관 제휴 공로자 표창 과학 기술 정책 담당 장관상
- 2005년 경기의학상
- 2006년 시마즈 상
- 2006년紫綬[1]
- 2008년 일본학사원상
- 2010년 앰핀젠상
- 2016년 후지와라상
- 2019년 일본학사원 회원 (제2부 제7분과(의학·약학·치학))
- 2021년 서보중광장

## 겸임하는 직책 등
- 1999년-2003년 이화학 연구소 하리마 연계 멤브레인 다이나믹스 연구 그룹 생체 멀티솜 팀 팀 리더
- 2003-2006 이화학 연구소 하리마 협력 멤브레인 역학 연구 그룹 및 그룹 리더
- 2000년-2004년 산업기술종합연구소 생물정보해석연구센터 고차구조해석팀·팀 리더

## 참고문헌
1. ↑  “平成18年秋の褒章受章者 京都府” (PDF). 内閣府. 2006년 11월 3일. 1쪽. 2007년 2월 5일에 원본 문서 (PDF)에서 보존된 문서. 2023년 5월 13일에 확인함. 다음 글자 무시됨: ‘和書’ (도움말)